# Identidade, Tradição, Soberania
Identidade, Tradição e Soberania (ITS) constituiu um grupo partidário nacionalista no Parlamento Europeu fundado a 17 de janeiro de 2007 agrupando 21 deputados europeus oriundos de França, Roménia, Bélgica, Itália, Áustria, Bulgária e Reino Unido.
O seu presidente foi Bruno Gollnisch do Front National.
O grupo parlamentar foi dissolvido a 15 de novembro de 2007 após a saída dos cinco eurodeputados do Partido da Grande Roménia. Esta saída deveu-se a afirmações de Alessandra Mussolini em que acusava os romenos de fazerem do crime um modo de vida.